# Łękawica (Silésie)
Łękawica est un village de la voïvodie de Silésie et du powiat de Żywiec. Il est le siège de la gmina de Łękawica et comptait 2 233 habitants en 2010.

## Personnalités
- Michal Tomaszek (1960-1991), missionnaire franciscain assassiné en 1991 et béatifié en 2015